# Hrabstwo Morton (Dakota Północna)

Piramida wieku hrabstwa

Hrabstwo Morton (ang. Morton County) to hrabstwo w stanie Dakota Północna w Stanach Zjednoczonych. Hrabstwo zajmuje powierzchnię 5 038,25 km². Według szacunków United States Census Bureau w roku 2006 liczyło 25 754 mieszkańców. Siedzibą administracji hrabstwa jest miasto Mandan.

## Miejscowości
- Almont
- Glen Ullin
- Flasher
- Harmon (CDP)
- Hebron
- Mandan
- New Salem